# Strale (1901)
«Страле» (італ. Strale) — ескадрений міноносець ВМС Італії початку XX століття типу «Лампо».

## Історія створення
Ескадрений міноносець «Страле» був закладений у листопаді 1899 року на верфі «Schichau-Werke» в Ельбінгу. Спущений на воду 19 травня 1900 року, у липні 1901 року вступив у стрій. 

## Історія служби
Есмінець брав участь в італійсько-турецькій війні, але до серйозних бойових дій не залучався.
З початком Першої світової війни «Страле» (разом з однотипними «Лампо», «Дардо», «Еуро» та «Остро») був включений до складу VI ескадри есмінців. Командував кораблем капітан III рангу Марсілья (італ. Marsilia).
Оскільки на той момент есмінець вже був застарілий, він, як і однотипні кораблі, не залучався до активних дій. Ці есмінці в основному використовувались для супроводу кораблів.
Протягом 1915-1918 років есмінець був переобладнаний на мінний загороджувач. Він міг нести 12 мін, глибинні бомби та протичовнові торпеди.
11 липня 1915 року «Страле» разом з міноносцями «Кліо», «Кассіопея», «Калліопе», «Айроне», «Арпіа» та допоміжним крейсером «Чітта ді Палермо» прикривав десантну операцію на острів Пелагроса.
17 липня «Страле» разом з крейсерами «Джузеппе Гарібальді», «Варезе», «Веттор Пізані», есмінцями «Арденте», «Ардіто» та 8 міноносцями вирушив на обстріл Рагузи та Цавтату. Операція була скасована через активність ворожих підводних човнів. Але на зворотному шляху ескадра була атакована підводним човном «U-4», внаслідок чого крейсер «Джузеппе Гарібальді» був потоплений.
Надалі «Страле» не брав участі у серйозних бойових операціях.
У 1924 році корабель був виключений зі складу флоту і зданий на злам.